# Diego Caverzasi
Diego Caverzasi (Varese, 19 marzo 1994) è un mountain biker e youtuber italiano.

## Biografia
Diego nasce a Varese da genitori operai e cresce a Viggiù, ultimo di 3 fratelli.
Fin da bambino dimostra un incredibile talento e propensione per la bicicletta, costruendo salti nel cortile di casa già dall'età di 5 anni.
Nel 2003 grazie al "Darkglow bikepark" di Bisuschio scopre e si appassiona allo Slopestyle, disciplina della Mountain Bike. Dai 13 ai 18 anni Diego prende parte a numerosi eventi competitivi e non in Italia, distinguendosi come il più giovane tra i partecipanti.
Nel 2013 termina gli studi scolastici diplomandosi come Perito Meccanico. La fine della scuola permette l'inizio della carriera di atleta internazionale.
Per poter sostenere la sua attività di atleta, tra il 2016 ed il 2020, Diego lavora anche come meccanico ciclista. Grazie ai successi ottenuti nelle competizioni, stipula sponsorizzazioni che gli permettono di sospendere il lavoro e dedicarsi completamente alle competizioni.
Nel 2019 inizia a pubblicare video sulla piattaforma Youtube, dopo una conversazione ispiratrice con l'amico e atleta Max Fredriksson.
A seguito delle manovre di contenimento del COVID-19 e dell'impossibilità di partecipare ad eventi e gare, Diego si ritrova poco dopo disoccupato e senza alcuna entrata.
Decide quindi di investire il suo tempo incrementando la produzione di video, i quali grazie ad un elevato numero di visualizzazioni, assicurano una retribuzione tramite la piattaforma Youtube.
Ad oggi Diego è un personaggio pubblico, orientato non solo sull'attività agonistica, ma anche sulla creazione di contenuti video e personal brand.

## Carriera sportiva
Le competizioni svolgono fin dall'inizio un ruolo fondamentale nella carriera di Diego.
Dopo i primi eventi nel 2007 e 2008 al Darkglow di Bisuschio, nel 2009 prende parte a 6 eventi su suolo nazionale.
Nel 2010 partecipa a tutte le 9 competizioni organizzate in Italia (Fiera Alta quota Bergamo, Fiera di Padova, Punta Ala dirt contest, Factory contest Schio, Photocontest Nimis, Spring Jam Monza, TV Talents Treviso, We Ride Mel, Bike Festival Riva del Garda), dimostrandosi al pari livello di ragazzi molto più grandi di lui. Viene per questo coniato dagli speaker il soprannome "Dieghino" che lo accompagnerà per anni a seguire. Al Bike Festival di Riva del Garda, Diego ha il suo primo confronto con concorrenti di livello internazionale (evento "Bronze" del campionato mondiale di Slopestyle (FMB World Tour). Questa esperienza lo segna profondamente, mostrando l'estremo divario tra il livello nazionale e quello internazionale.
Con l'obiettivo di partecipare al FMB World Tour, inizia ad allenarsi con massima dedizione, sebbene la scarsità delle strutture idonee non agevoli le progressioni. In particolare l'assenza di soluzioni atte a limitare le conseguenze di errori nelle evoluzioni aeree (Foam-Pit - AirBag), costringe Diego ad allenarsi con un elevato grado di rischio.
Nel 2012 si registra per la classifica Europea, partecipando al King of Dirt di Riva del Garda raccoglie i primi punti per la qualificazione agli eventi internazionali di livello superiore (FMB World Tour - Silver, Gold, Diamond).
Per poter allenarsi in condizioni di maggiore sicurezza, nel 2015, costruisce una linea di salti con un atterraggio in sabbia nella proprietà della famiglia. Nello stesso anno colleziona diversi risultati nella top 10 mondiale e sfiora la qualificazione alla Diamond series al Dirt Master di Winterberg (0.33 punti - 4º posto).
La stagione 2016 si apre con un terzo posto allo Swatch Rocket Air, seguito dalla vittoria al 26Trix di Leogang. I due podi valgono la qualificazione per la massima serie (Diamond series). Conclude entrambe le prime 2 competizioni nella massima serie al 16º posto (Munich Mash e RedBull Joyride di Whistler).
Nel 2017 Diego continua a competere nella Diamond Series, prendendo parte a tutti gli eventi tra cui il Crankworx World Tour (7° Crankworx Les Gets, 5° Crankworx Whistler), il FISE World Tour ed il RedBull District Ride.
In quest'ultimo evento svolto a Norimberga raggiunge il 4º posto. Sempre nel 2017 Diego vince di nuovo il 26Trix di Leogang, diventando l'unico rider in 12 edizioni ad essere riuscito a vincere due volte consecutive ("King of Dirt"). Terminerà l'anno piazzandosi 6º nella classifica generale.
I risultati sono in continua crescita, ma si denota una incostanza. La causa è subito chiara e da imputarsi alle strutture utilizzate per la preparazione, inferiori ed incomplete rispetto a quelle presenti in gara.
A fine 2017 Diego si impegna per colmare questo divario, raddoppiando le dimensioni della linea di casa, aggiungendo inoltre uno Step-down, struttura molto diffusa nelle competizioni di Slopestyle.
Ad inizio 2018 investe tutti i soldi delle vincite nell'acquisto di un Air-Bag. Questo gli permetterà di imparare 4 nuovi trick in poche settimane che lo faranno spiccare nelle competizioni successive.
La stagione 2018 si apre con tre podi consecutivi al Crankworx Rotorua (3°), Crankworx Innsbruck (3°) e FISE Montpellier (3°). I due piazzamenti ai Crankworx lo mettono al terzo posto provvisorio nella classifica mondiale. La serie di ottimi risultati si interrompe però al Crankworx Les Gets dove, a causa di due errori nelle sue run, Diego terminerà al 11º posto.
L'evento che segnerà però la carriera di Diego avviene durante le prove del RedBull Joyride di Whistler, tappa decisiva per assegnare il titolo mondiale. A seguito di una caduta poche ore prima della finale, Diego subisce la rottura del legamento collaterale ulnare della mano destra, pregiudicando il risultato. Termina la stagione in 11ª posizione nella classifica generale.
Sette mesi dopo l'infortunio al pollice, nel corso della stagione 2019, Diego subisce un secondo infortunio alla spalla destra al Crankworx Rotorua, pochi mesi un'altra terrificante caduta al Tom van Steembergen Invitation ne pregiudica il termine della gara. Nonostante la condizione psico-fisica precaria, riesce invece a concludere al 7º posto il RedBull Joyride di Whistler.
Nel 2020 vengono cancellati tutti gli eventi a seguito delle manovre di contenimento del COVID-19, ad esclusione del Crankworx di Innsbruck (rimandato da Giugno a Settembre). Le condizioni meteo del periodo autunnale compromettono lo svolgimento della run di Diego.
A seguito degli scarsi risultati nel biennio antecedente, Diego si trova nel 2021 ad essere escluso dagli eventi Diamond per poche posizioni in classifica. Partecipa al RedBull Copenride (19ª posizione - a seguito di una caduta), e al RedBull Roof Ride (7º posto).

## Carriera da Youtuber
A seguito di una conversazione con l'amico e atleta Max Fredriksson durante il viaggio nel New Hampshire nel 2019, Diego decide di iniziare a pubblicare costantemente video dei suoi viaggi e avventure sulla piattaforma Youtube aprendo il canale DieMTB.
Pubblica il primo video sul suo canale DieMTB il 31 Luglio 2019.
Per i mesi successivi seguiranno video a cadenza settimanale che vanno a toccare diversi temi: competizioni, viaggi, trail building, Lego, meccanica, tutorial, avventure e sfide con il vicino di casa Andrea Panzeri.
Nel primo periodo di pandemia Covid, tra Aprile e Maggio 2020, Diego aumenta la produzione settimanale a 2 video e continuerà con questa cadenza fino a fine 2021.
Il 19 Gennaio 2022 pubblica il video numero 200.
Tutti i suoi contenuti video sono contraddistinti da un'ironia di fondo costante.

## Altre attività
A fine 2020 viene rilasciato il lungometraggio "The Old World", diretto e prodotto dai fratelli Tillman. Un film a tema MTB che coinvolge numerosi atleti Europei (tra cui Diego) e visita paesaggi incredibili in tutta Europa.
Dal 2016 è attivo come costruttore ("trail builder") per la realizzazione di nuovi bike park, skate park, trail privati e centri sportivi dedicati alla Mountain Bike.
Recentemente Diego ha iniziato una collaborazione con Mauro Toffaletti dalla quale è nata Massive Construction, azienda impegnata nella progettazione e realizzazione di strutture dedicate alla Mountain Bike, specializzati in bike park, BMX park, dirt park, skills area.
- Didiland - 2011
- Monza Pizza Bike park - 2017
- Bikepark che non c'è - 2021

## Record
- Primo in Italia 2015 - Backflip Barspin to Tailwhip
- Primo in Italia 2015 - Frontflip Barspin
- Primo in Italia 2016 - Double Backflip
- Primo in Italia 2016 - Cash Roll
- Primo in Italia 2018 - Frontflip Tailwhip
- Primo in Italia 2020 - Triple tailwhip
- Primo in Italia 2021 - Backflip Windshieldviper
- Primo al mondo 2015 - Backflip No Hand to Tailwhip
- Primo al mondo 2017 - Backflip opposite triple barspin
- Primo al mondo 2017 - Frontflip tac no hander to barspin
- Primo al mondo 2017 - Frontflip double barspin
- Primo al mondo 2017 - Cashroll barspin (in competizione)
- Secondo al mondo 2018 - Twister
- Primo al mondo 2018 - Cashroll Table
- Primo al mondo 2020 - Backflip Barspin to Cliffanger
- Primo al mondo 2022 - Backflip Cliffanger to Tailwhip
- Primo al mondo 2022 - Backflip Barspin to Double Tailwhip
- Primo in Italia 2022 - Triple Backflip

## Partecipazioni eventi
| Anno | Nazione                       | Evento                           | Località             | Risultato | Livello |  |
| ---- | ----------------------------- | -------------------------------- | -------------------- | --------- | ------- |  |
| 2012 | Italia (bandiera)             | King of Dirt                     | Riva del Garda       | 8         | Bronze  |  |
| 2012 | Francia (bandiera)            | Natural Games                    | Millau               | 2         | Bronze  |  |
| 2013 | Italia (bandiera)             | King of Dirt                     | Riva del Garda       | 12        | Bronze  |  |
| 2013 | Svizzera (bandiera)           | Bike Days                        | Soletta              | 14        | Bronze  |  |
| 2013 | Austria (bandiera)            | Scott on Air                     | Saalbach             | 30        | Silver  |  |
| 2013 | Austria (bandiera)            | Vienna Air King                  | Vienna               | 30        | Silver  |  |
| 2013 | Svizzera (bandiera)           | Swatch Rocket Air                | Thun                 | 43        | Silver  |  |
| 2014 | Lussemburgo (bandiera)        | Dudelange on Wheels              | Dudelange            | 7         | Bronze  |  |
| 2014 | Svizzera (bandiera)           | Bike Days                        | Soletta              | 7         | Bronze  |  |
| 2014 | Austria (bandiera)            | Vienna Air King                  | Vienna               | 8         | Silver  |  |
| 2014 | Svizzera (bandiera)           | Swatch Rocket Air                | Thun                 | 11        | Silver  |  |
| 2014 | Francia (bandiera)            | FISE World                       | Montpellier          | 19        | Gold    |  |
| 2014 | Austria (bandiera)            | 26Trix                           | Leogang              | 21        | Gold    |  |
| 2014 | Germania (bandiera)           | Hall of Dirt                     | Stoccarda            | 31        | Silver  |  |
| 2015 | Germania (bandiera)           | Dirt Masters                     | Winterberg           | 4         | Silver  |  |
| 2015 | Macedonia del Nord (bandiera) | Macedonia X-Treme                | Skopje               | 6         | Silver  |  |
| 2015 | Stati Uniti (bandiera)        | Maxxis Slopestyle                | Winter Park          | 7         | Gold    |  |
| 2015 | Francia (bandiera)            | FISE World                       | Montpellier          | 7         | Gold    |  |
| 2015 | Austria (bandiera)            | White Style                      | Leogang              | 11        | Silver  |  |
| 2015 | Austria (bandiera)            | Vienna Air King                  | Vienna               | 14        | Silver  |  |
| 2015 | Svizzera (bandiera)           | Bike Days                        | Soletta              | 15        | Silver  |  |
| 2015 | Austria (bandiera)            | 26Trix                           | Leogang              | 16        | Gold    |  |
| 2015 | Svizzera (bandiera)           | Swatch Rocket Air                | Thun                 | 26        | Silver  |  |
| 2016 | Austria (bandiera)            | White Style                      | Leogang              | 14        | Silver  |  |
| 2016 | Austria (bandiera)            | 26Trix                           | Leogang              | 1         | Gold    |  |
| 2016 | Svizzera (bandiera)           | Swatch Rocket Air                | Thun                 | 3         | Silver  |  |
| 2016 | Austria (bandiera)            | Glemmride                        | Saalbach             | 10        | Gold    |  |
| 2016 | Svizzera (bandiera)           | Bike Days                        | Soletta              | 13        | Silver  |  |
| 2016 | Canada (bandiera)             | RedBull Joyride - Crankworx      | Whistler             | 16        | Diamond |  |
| 2016 | Germania (bandiera)           | Swatch Prime Line                | Monaco               | 16        | Diamond |  |
| 2016 | Francia (bandiera)            | FISE World                       | Montpellier          | 25        | Gold    |  |
| 2017 | Austria (bandiera)            | 26Trix                           | Leogang              | 1         | Gold    |  |
| 2017 | Italia (bandiera)             | Xtreme Days Festival             | Sacile               | 1         | Bronze  |  |
| 2017 | Svizzera (bandiera)           | Bike Days                        | Soletta              | 2         | Silver  |  |
| 2017 | Germania (bandiera)           | RedBull District Ride            | Norimberga           | 4         | Diamond |  |
| 2017 | Regno Unito (bandiera)        | Air To The Throne                | Londra               | 4         | Silver  |  |
| 2017 | Canada (bandiera)             | RedBull Joyride - Crankworx      | Whistler             | 5         | Diamond |  |
| 2017 | Francia (bandiera)            | FISE World                       | Montpellier          | 5         | Gold    |  |
| 2017 | Austria (bandiera)            | White Style                      | Leogang              | 5         | Silver  |  |
| 2017 | Canada (bandiera)             | FISE World                       | Edmonton             | 7         | Gold    |  |
| 2017 | Francia (bandiera)            | Crankworx Les Gets               | Les Gets             | 7         | Diamond |  |
| 2017 | Nuova Zelanda (bandiera)      | Crankworx Rotorua                | Rotorua              | 13        | Diamond |  |
| 2017 | Austria (bandiera)            | Crankworx Innsbruck              | Innsbruck            | 16        | Diamond |  |
| 2018 | Austria (bandiera)            | Crankworx Innsbruck              | Innsbruck            | 3         | Diamond |  |
| 2018 | Francia (bandiera)            | FISE                             | Montpellier          | 3         | Gold    |  |
| 2018 | Nuova Zelanda (bandiera)      | Crankworx Rotorua                | Rotorua              | 3         | Diamond |  |
| 2018 | Austria (bandiera)            | Glemmride                        | Saalbach             | 5         | Gold    |  |
| 2018 | Francia (bandiera)            | Crankworx Les Gets               | Les Gets             | 11        | Diamond |  |
| 2018 | Canada (bandiera)             | RedBull Joyride - Crankworx      | Whistler             | 13        | Diamond |  |
| 2018 | Svizzera (bandiera)           | Swatch Rocket Air                | Thun                 | 17        | Gold    |  |
| 2019 | Canada (bandiera)             | RedBull Joyride - Crankworx      | Whistler             | 7         | Diamond |  |
| 2019 | Austria (bandiera)            | Crankworx Innsbruck              | Innsbruck            | 11        | Diamond |  |
| 2019 | Nuova Zelanda (bandiera)      | Crankworx Rotorua                | Rotorua              | 13        | Diamond |  |
| 2019 | Svizzera (bandiera)           | Swatch Rocket Air                | Thun                 | 11        | Gold    |  |
| 2019 | Canada (bandiera)             | Tom van Steenbergen Invitational | Big White Ski Resort | 31        | Gold    |  |
| 2020 | Austria (bandiera)            | Crankworx Innsbruck              | Innsbruck            | 14        | Diamond |  |
| 2021 | Polonia (bandiera)            | RedBull Roof Ride                | Katowice             | 7         | Gold    |  |
| 2021 | Paesi Bassi (bandiera)        | RedBull Copenride                | Copenaghen           | 19        | Gold    |  |
| 2022 | Germania (bandiera)           | Eurobike Skyline Ride            | Francoforte          | 21        | Gold    |  |
| 2023 | Svizzera (bandiera)           | Zuri Dirt Contest                | Zurigo               | 16        | Silver  |  |
| 2023 | Germania (bandiera)           | IXS Dirt Masters                 | Winterberg           | 13        | Gold    |  |
| 2023 | Polonia (bandiera)            | RedBull Roof Ride                | Katowice             | 10        | Gold    |  |
| 2023 | Canada (bandiera)             | Rheeder Slopestyle               | Silverstar           | 18        | Gold    |  |

## FMB World Ranking
| Anno | Posizione Diego | Vincitore        |
| ---- | --------------- | ---------------- |
| 2012 | 62              | Brandon Semenuk  |
| 2013 | 43              | Sam Pilgrim      |
| 2014 | 37              | Brandon Semenuk  |
| 2015 | 25              | Thomas Genon     |
| 2016 | 13              | Nicholi Rogatkin |
| 2017 | 6               | Emil Johansson   |
| 2018 | 6               | Brett Rheeder    |
| 2019 | 10              | Brett Rheeder    |
| 2021 | 14              | Emil Johansson   |
| 2022 | 83              | Emil Johansson   |
| 2023 | 45              | Emil Johansson   |

## Altre competizioni internazionali
- Nine Knights
- Audi Nines
- Night of the Jumps

## Filmografia
- The Old World - 2020